# David Spielberg
Pour les articles homonymes, voir Spielberg.
David Spielberg, né le 6 mars 1939 à Weslaco, au Texas (États-Unis), et mort le 1er juin 2016 à Los Angeles, en Californie (États-Unis), est un acteur américain.

## Biographie
David Spielberg est le fils d'un immigrant juif roumain. Il n'a aucune relation avec le réalisateur Steven Spielberg.

## Filmographie

### Cinéma
- 1972 : The Trial of the Catonsville Nine : Defense Attorney
- 1972 : De l'influence des rayons gamma sur le comportement des marguerites (The Effect of Gamma Rays on Man-in-the-Moon Marigolds) : Mr Goodman
- 1974 : Newman's Law (en) de Richard T. Heffron : Hinney
- 1974 : La Loi et la pagaille (Law and Disorder) d'Ivan Passer : Bobby
- 1975 : La Cité des dangers (Hustle) : Bellamy
- 1977 : American Raspberry : Mr Dorset
- 1977 : Bande de flics (The Choirboys) : Finque
- 1979 : Real Life : Dr Jeremy Nolan
- 1979 : Winter Kills : Miles Garner
- 1983 : Christine : Mr Casey
- 1985 : War and Love : Aron
- 1987 : The Stranger : Hobby
- 1990 : Alice : Ken
- 1992 : Nervous Ticks : Mr Reynolds
- 1996 : Red Ribbon Blues : Yorkin
- 1998 : Baywatch: White Thunder at Glacier Bay (vidéo) : Doctor
- 2003 : Final Draft : Shmuel

### Télévision
- 1969 : Where the Heart Is (série télévisée) : Unknown (Year Unknown)
- 1972 : Night of Terror (TV) : Dr Widdicomb
- 1973 : Toma (TV) : Marlowe
- 1973 : Bob et Carole et Ted et Alice (série télévisée) : Ted Henderson
- 1974 : Judgement: The Trial of Julius and Ethel Rosenberg (TV)
- 1975 : Force Five (TV) : Norman Ellsworth
- 1976 : Two Brothers (TV) : David Morris
- 1976 : The Practice (série télévisée) : Dr David Bedford
- 1976 : L'Affaire Lindbergh (The Lindbergh Kidnapping Case) (TV) : David Wilentz
- 1977 : La Course contre la mort (en) (The 3,000 Mile Chase) (TV) : Frank Oberon
- 1977 : In the Matter of Karen Ann Quinlan (TV) : Dr Mason
- 1977 : The Storyteller (TV) : Louis Kellogg
- 1978 : King (feuilleton TV) : David Beamer
- 1978 : Détroit (feuilleton TV) : Dr Patterson
- 1978 : Sergeant Matlovich vs. the U.S. Air Force (TV) : David Addlestone
- 1978 : The American Girls (série télévisée) : Francis X. Casey
- 1979 : Exécutions sommaires (Stone) (TV) : Lieutenant Carey Roth
- 1979 : Tant qu'il y aura des hommes ("From Here to Eternity") (feuilleton TV) : Lt. Ross
- 1980 : Tant qu'il y aura des hommes ("From Here to Eternity") (série télévisée) : Capt. David Ross
- 1980 : The Henderson Monster (TV) : Mayor Frank Bellona
- 1980 : Au nom de l'amour (Act of Love) (TV) : Victor Burton
- 1981 : The Best Little Girl in the World (TV) : Dr Garett
- 1981 : Jessica Novak (série télévisée) : Max Kenyon
- 1982 : Maid in America (TV) : Harold Klumper
- 1982 : Games Mother Never Taught You (TV) : Alan Porter
- 1983 : Officier et top-model (Policewoman Centerfold) de Reza Badiyi (téléfilm) : Steve Jones
- 1984 : Hear Me Cry (TV) : Dr Goldman
- 1985 : Obsessed with a Married Woman (TV) : Sammler
- 1985 : Space (en) (feuilleton TV) : Skip Morgan
- 1986 : A Desperate Exit (TV) : Brown
- 1987 : Sworn to Silence (TV) : Aaron Goodman
- 1989 : Guts and Glory: The Rise and Fall of Oliver North (TV)
- 1989 : The Preppie Murder (TV)
- 1989 : On ne vit qu'une fois ("One Life to Live") (série télévisée) : Ambrose Wyman (1989)
- 1991 : The Last to Go de John Erman (téléfilm) :
- 1991 : Us (TV) : Paul Kramer
- 1991     Law and Order : (The Fertile Fields) Issac Shore
- 1992 : La Dernière nuit (A Murderous Affair: The Carolyn Warmus Story) (TV) : Gary Pillersdorf
- 1993 : Le Complot de la haine (Bloodlines: Murder in the Family) (TV)
- 1994 : The Corpse Had a Familiar Face (TV) : George
- 1994 : La Dernière chance d'Annie (A Place for Annie) (TV) : Dr Palmer
- 1994 : Où sont mes enfants? (Where Are My Children?) (TV)
- 1995 : Meurtres en série (Deadline for Murder: From the Files of Edna Buchanan) (TV) : George
- 1995 : Urgences (E.R.) : Dr Neil Berstein
- 1997 : Mother Knows Best (TV) : George Cooper
- 1998 : Mr. Murder (TV) : Homeowner
- 1999 : Morsures mortelles (Silent Predators) (TV) : Mayor Parker
- 2000 : Beach Boys: La famille (The Beach Boys: An American Family) (TV) : Irving Rovell